# Phytoscutus wiesei
Phytoscutus wiesei är en spindeldjursart som först beskrevs av Edward A. Ueckermann och Loots 1985.  Phytoscutus wiesei ingår i släktet Phytoscutus och familjen Phytoseiidae. Inga underarter finns listade i Catalogue of Life.